# Окуневич, Людмила Александровна
Людмила Александровна Окуневич (26 сентября 1902; Пятигорск, РСФСР, СССР — ноябрь 1992; Москва, Россия), наиболее известная под сценической фамилией Врублевская — советская и российская актриса театра и кино. Заслуженная артистка Грузинской ССР (1940).

## Биография
Родилась 26 сентября 1902 года в Пятигорске. Когда она появилась на свет, её родители развелись. Мать являлась домохозяйкой, а отец работал ветеринарным врачом.
Учиться начала в Третьей женской гимназии, но поскольку с национализацией в 1918 году почтового телеграфа, её мать не знала грузинский язык, она была уволена. Мать с дочерью Людмилой вскоре перебралась в Москву, но их планы так и не состоялись так как началась Великая Отечественная война и они переехали в Ростов-на-Дону, получив временный приют и поддержку.
Людмила завершила образование в местной гимназии, параллельно участвуя в самостоятельном драматическом кружке Владикавказской грузинской дороги, играя в постановках. Позже перебралась в антипризу Беляева в Нахичеване, благодаря помощи человека и взяла сценическую фамилию Врублевская, с которой выступала в дальнейшем в других театрах и снималась в фильмах. После того, как образовалась Советская власть, данный коллектив получила статус Государственного и имя Максима Горького. Актёрская деятельность через некоторое время пошла на спад, Людмила из-за разных обстоятельств меняла театры, играла в кино мало, чем занималась артистка дальше — неизвестно. Последние годы провела в Москве.
Ушла из жизни в ноябре 1992 года в Москве. Урна с прахом захоронена в колумбарии Донского кладбища.

## Творчество

### Фильмография
- 1934 — До скорого свидания! (революционерка)
- 1950 — Заговор обречённых (Мина Варра)
- 1975 — Обретёшь в бою
- 1980 — Каникулы Кроша (бабушка Веры)
- 1981 — Опасный возраст (бабушка по обмену жилплощадью)

### Тбилисский театр имени А. С. Грибоедова
- Флора Базье («Провинциальная история» О. де Бальзака)
- леди Тизл («Школа злословия» Р. Шеридана)
- Анна Каренина («Анна Каренина» Л. Толстого)
- Аркадина («Чайка» А. Чехова)
- Елена («Дни Турбиных» М. Булгакова)
- Шорина («В сиреневом саду») Ц. Солодаря)

## Звания и награды
- Заслуженная артистка Грузинской ССР (1940)

## Издательства
- Советское искусство, [еженедельная общественно-политическая газета], год издания 12-й, 1941, № 9 (744), 2 марта[3]